# Elektrownia Pomorzany
Elektrociepłownia Pomorzany (zwyczajowo także Elektrownia Pomorzany) – elektrownia węglowa w Szczecinie, w województwie zachodniopomorskim, zarządzana przez PGE Energia Ciepła S.A. Wchodzi w skład Grupy Kapitałowej PGE. Znajduje się w dzielnicy Zachód, na osiedlu Pomorzany, przy ul. Szczawiowej 25.

## Historia
Elektrownię Pomorzany budowano w latach 1936–1940. Zakład został po wojnie zdemontowany oraz wywieziony przez Rosjan do ZSRR. Ponownie uruchomiony dopiero w 1961 roku. 
W latach 1978–1979 dokonano rozbudowy elektrowni; wyposażono ją w dwa kotły wodne WP120 dla celów ciepłowniczych, obecnie częściowo zdemontowane i nieeksploatowane. W latach 90. XX w. gruntownej modernizacji zostały poddane turbiny, generatory, układy spalania, elektrofiltry i AKPiA. Rozbudowano także układ ciepłowniczy. W latach 2016–2019  zmodernizowano instalacje oczyszczania spalin dzięki czemu elektrociepłownia zyskała instalacja katalitycznego odazotowania spalin oraz instalacje odsiarczania spalin wraz z instalacją dystrybucji popiołu suchego spełniając tym samym standardy emisyjne wynikające z Dyrektywy IED oraz przyszłych konkluzji BAT/BREF.
W 1966 wraz z Elektrownią Szczecin utworzyła Zespół Elektrowni Szczecin. 1 lipca 1974 Zespół Elektrowni Szczecin oraz Elektrownia Dolna Odra weszły w skład Zespołu Elektrowni Dolna Odra, w którym pozostały do 2021 roku.  Od lipca 2021 roku wraz z Elektrociepłownią Szczecin i siecią ciepłowniczą w Gryfinie tworzy PGE Energia Ciepła oddział w Szczecinie.

## Dane techniczne
Elektrociepłownia Pomorzany obecnie dysponuje dwoma zmodernizowanymi blokami A i B pracującymi w wysokosprawnej kogeneracji. Para do napędzania turbin wytwarzana jest w kotłach parowych typu Benson OP-206. Moc dyspozycyjna Elektrociepłowni Pomorzany wynosi sumarycznie 134 MW mocy elektrycznej i 195 MW mocy cieplnej. Elektrociepłownia dysponuje nowoczesnym systemem oczyszczania spalin składającym się m.in. z systemu elektrofiltrów oraz z instalacji odsiarczania i odazotowania spalin. EC Pomorzany jest głównym źródłem ciepła dla Szczecina. 